# تورين فرانسيس
تورين فرانسيس (بالإنجليزية: Torin Francis)‏ مواليد 26 يونيو 1983 في ماساتشوستس، هو لاعب كرة سلة أمريكي. بدأ مسيرته الاحترافية في سنة 2006. يلعب مع سبيرو شارلوروا في دوري كرة السلة الوطني الأرجنتيني كلاعب وسط. يحمل الرقم 4. يبلغ طوله 6 قدم 10.75 بوصة (2.1 م).

## المسيرة الاحترافية
لعب مع أورلاندينا باسكيت في الدوري الإيطالي في موسم 2006–2007، ثم لعب مع بالاكانسترو كانتو في موسم 2007–2008، ثم لعب مع نادي إيه إي كي لكرة السلة في موسم 2009–2010، ثم لعب مع ألبا برلين في الدوري الألماني في موسم 2011–2012.

## روابط خارجية
- تورين فرانسيس على موقع كرة السلة الأوروبية.كوم (الإنجليزية)
- تورين فرانسيس على موقع DraftExpress.com (الإنجليزية)
- تورين فرانسيس على موقع كلية كرة السلة في سبورتس رفرنس.كوم (الإنجليزية)
- تورين فرانسيس على موقع ريلجم (الإنجليزية)
- تورين فرانسيس على موقع بروبوليرز (الإنجليزية)
- تورين فرانسيس على موقع سبورتس رفرنس (الإنجليزية)